# Ringer-Europameisterschaften 1967
Die Ringer-Europameisterschaften 1967 fanden in Minsk (griechisch-römischer Stil) und in Istanbul (Freistil) statt.

## Griechisch-römisch

### Ergebnisse
| Klasse | Gold                  | Silber           | Bronze            |
| ------ | --------------------- | ---------------- | ----------------- |
| -52 kg | Petar Kirow           | Sergei Rybalko   | Rolf Lacour       |
| -57 kg | János Varga           | Hartmut Puls     | Rustam Kasakow    |
| -63 kg | Simion Popescu        | Serschik Agamow  | Jiří Švec         |
| -70 kg | Gennadi Sapunow       | Eero Tapio       | Klaus Pohl        |
| -78 kg | Sırrı Acar            | Ion Ţăranu       | Georgi Werschinin |
| -87 kg | Alexander Jurkewitsch | Lothar Metz      | Gheorghe Popovici |
| -97 kg | Ferenc Kiss           | Wassili Merkulow | Per Svensson      |
| +97 kg | István Kozma          | Nikolai Schmakow | Petr Kment        |

### Medaillenspiegel (griechisch-römisch)
| Rang | Land                            | Gold | Silber | Bronze |
| ---- | ------------------------------- | ---- | ------ | ------ |
| 1    | Ungarn                          | 3    | 0      | 0      |
| 2    | Sowjetunion                     | 2    | 4      | 2      |
| 3    | Rumänien                        | 1    | 1      | 1      |
| 4    | Türkei                          | 1    | 0      | 0      |
|      | Bulgarien                       | 1    | 0      | 0      |
| 6    | Deutsche Demokratische Republik | 0    | 2      | 1      |
|      |                                 |      |        |        |
| 9    | BR Deutschland                  | 0    | 0      | 1      |
|      | Schweden                        | 0    | 0      | 1      |

## Freistil

### Ergebnisse
| Klasse | Gold                | Silber          | Bronze               |
| ------ | ------------------- | --------------- | -------------------- |
| -52 kg | Mehmet Esenceli     | Baju Baew       | Jürgen Kalkowski     |
| -57 kg | Hasan Sevinc        | Jancho Patrikow | Niculae Cristea      |
| -63 kg | Nihat Kabanli       | Mladen Georgiew | Petre Coman          |
| -70 kg | Zarbeg Beriaschwili | Jan Karlsson    | Enju Waltschew Dimow |
| -78 kg | Juri Schachmuradow  | Mahmut Atalay   | Károly Bajkó         |
| -87 kg | Boris Gurewitsch    | Francisc Balla  | Prodan Gardschew     |
| -97 kg | Ahmet Ayık          | Schota Lomidse  | Chusni Chusniew      |
| +97 kg | Wilfried Dietrich   | Osman Duraliew  | Wladimir Saunin      |

### Medaillenspiegel (Freistil)
| Rang | Land                            | Gold | Silber | Bronze |
| ---- | ------------------------------- | ---- | ------ | ------ |
| 1    | Türkei                          | 4    | 1      | 0      |
| 2    | Sowjetunion                     | 3    | 1      | 1      |
| 3    | BR Deutschland                  | 1    | 0      | 0      |
| 4    | Bulgarien                       | 0    | 4      | 3      |
| 5    | Rumänien                        | 0    | 1      | 2      |
|      |                                 |      |        |        |
| 7    | Deutsche Demokratische Republik | 0    | 0      | 1      |
|      | Ungarn                          | 0    | 0      | 1      |